# Eliteserien 2019
La temporada 2019 fue la 74a edición de la Eliteserien, la máxima categoría del fútbol en Noruega. El torneo comenzó el 30 de marzo y finalizara el 1 de diciembre de 2019, El Rosenborg fue el vigente campeón.

## Ascensos y descensos
La liga se disputa por 16 equipos: los 14 mejores equipos de la temporada 2018; y los dos primeros de la 1. divisjon 2018, el Viking Stavanger y el Mjøndalen IF
| Pos. | Descendidos de la Eliteserien 2018 |
| ---- | ---------------------------------- |
| 15.º | Start Kristiansand                 |
| 16.º | Sandefjord                         |

| Pos. | Ascendidos de la 1. divisjon 2018 |
| ---- | --------------------------------- |
| 1.º  | Viking Stavanger                  |
| 2.º  | Mjøndalen IF                      |

## Equipos participantes
| Club            | Ciudad       | Estadio              | Capacidad |
| --------------- | ------------ | -------------------- | --------- |
| Bodø/Glimt      | Bodø         | Aspmyra Stadion      | 5.635     |
| SK Brann        | Bergen       | Brann Stadion        | 18.500    |
| FK Haugesund    | Haugesund    | Haugesund Stadion    | 8.754     |
| Kristiansund BK | Kristiansund | Kristiansund Stadion | 4.277     |
| Lillestrøm SK   | Lillestrøm   | Åråsen Stadion       | 11.500    |
| Mjøndalen IF    | Mjøndalen    | Isachsen Stadion     | 4.200     |
| Molde FK        | Molde        | Aker Stadion         | 11.800    |
| Odds BK         | Skien        | Skagerak Arena       | 11.767    |
| Ranheim Fotball | Trondheim    | EXTRA Arena          | 3.000     |
| Rosenborg BK    | Trondheim    | Lerkendal Stadion    | 21.421    |
| Sarpsborg 08    | Sarpsborg    | Sarpsborg Stadion    | 8.022     |
| Stabæk Fotball  | Bærum        | Nadderud Stadion     | 4.938     |
| Strømsgodset IF | Drammen      | Marienlyst Stadion   | 8.935     |
| Tromsø IL       | Tromsø       | Alfheim Stadion      | 6.687     |
| Vålerenga       | Oslo         | Intility Arena       | 17.333    |
| Viking FK       | Stavanger    | Viking Stadion       | 16.300    |

### Personal y equipación
| Club         | técnico             | Capitán              | Kit manufacturer |
| ------------ | ------------------- | -------------------- | ---------------- |
| Bodø/Glimt   | Kjetil Knutsen      | Ricardo Friedrich    | Diadora          |
| Brann        | Lars Arne Nilsen    | Vito Wormgoor        | Nike             |
| Haugesund    | Jostein Grindhaug   | Christian Grindheim  | Macron           |
| Kristiansund | Christian Michelsen | Dan Peter Ulvestad   | Macron           |
| Lillestrøm   | Jörgen Lennartsson  | Frode Kippe          | Puma             |
| Mjøndalen    | Vegard Hansen       | Christian Gauseth    | Umbro            |
| Molde        | Erling Moe          | Ruben Gabrielsen     | Nike             |
| Odd          | Dag-Eilev Fagermo   | Steffen Hagen        | Hummel           |
| Ranheim      | Svein Maalen        | Mads Reginiussen     | Umbro            |
| Rosenborg    | Eirik Horneland     | Mike Jensen          | Adidas           |
| Sarpsborg 08 | Geir Bakke          | Joachim Thomassen    | Select           |
| Stabæk       | Jan Jönsson         | Andreas Hanche-Olsen | Macron           |
| Strømsgodset | Henrik Pedersen     | Jakob Glesnes        | Puma             |
| Tromsø       | Simo Valakari       | Simen Wangberg       | Select           |
| Vålerenga    | Ronny Deila         | Magnus Lekven        | Umbro            |
| Viking       | Bjarne Berntsen     | Zlatko Tripic        | Diadora          |

## Tabla de posiciones
| Pos. | Equipo           | Pts. | PJ | G  | E  | P  | GF | GC | Dif. | Clasificación o descenso                                               |
| ---- | ---------------- | ---- | -- | -- | -- | -- | -- | -- | ---- | ---------------------------------------------------------------------- |
| 1    | Molde FK (C)     | 68   | 30 | 21 | 5  | 4  | 72 | 31 | +41  | Primera fase clasificatoria de la Liga de Campeones de la UEFA 2020–21 |
| 2    | FK Bodø/Glimt    | 54   | 30 | 15 | 9  | 6  | 64 | 44 | +20  | Primera fase clasificatoria de la Liga Europa de la UEFA 2020-21       |
| 3    | Rosenborg        | 52   | 30 | 14 | 10 | 6  | 53 | 41 | +12  | Primera fase clasificatoria de la Liga Europa de la UEFA 2020-21       |
| 4    | Odds             | 52   | 30 | 15 | 7  | 8  | 45 | 40 | +5   |                                                                        |
| 5    | Viking Stavanger | 47   | 30 | 13 | 8  | 9  | 55 | 42 | +13  |                                                                        |
| 6    | Kristiansund BK  | 41   | 30 | 11 | 8  | 11 | 41 | 41 | 0    |                                                                        |
| 7    | FK Haugesund     | 40   | 30 | 9  | 13 | 8  | 44 | 37 | +7   |                                                                        |
| 8    | Stabæk IF        | 40   | 30 | 10 | 10 | 10 | 38 | 36 | +2   |                                                                        |
| 9    | Brann Bergen     | 40   | 30 | 10 | 10 | 10 | 32 | 37 | −5   |                                                                        |
| 10   | Vålerenga        | 34   | 30 | 8  | 10 | 12 | 39 | 44 | −5   |                                                                        |
| 11   | Strømsgodset IF  | 32   | 30 | 8  | 8  | 14 | 41 | 54 | −13  |                                                                        |
| 12   | Sarpsborg 08     | 30   | 30 | 5  | 15 | 10 | 30 | 40 | −10  |                                                                        |
| 13   | Mjøndalen IF     | 30   | 30 | 6  | 12 | 12 | 38 | 52 | −14  |                                                                        |
| 14   | Lillestrøm SK    | 30   | 30 | 7  | 9  | 14 | 32 | 47 | −15  | Promoción por la permanencia                                           |
| 15   | Tromsø IL        | 30   | 30 | 8  | 6  | 16 | 39 | 58 | −19  | Descenso a OBOS-ligaen                                                 |
| 16   | Ranheim          | 27   | 30 | 7  | 6  | 17 | 36 | 55 | −19  | Descenso a OBOS-ligaen                                                 |

 Fuente: Football Association of Norway
Criterios de clasificación: 1) Puntos; 2) diferencia de goles; 3) Goles anotados; 4) Partidos ganados.

## Resultados
| Local \ Visitante | BOD | BRA | HAU | KRI | LIL | MIF | MOL | ODD | RAN | ROS | SRP | STB | STM | TRO | VÅL | VIK |
| ----------------- | --- | --- | --- | --- | --- | --- | --- | --- | --- | --- | --- | --- | --- | --- | --- | --- |
| Bodø/Glimt        | —   | 1–2 | 2–2 | 3–0 | 4–0 | 0–0 | 3–2 | 3–0 | 5–1 | 2–0 | 1–1 | 3–3 | 2–0 | 4–0 | 4–0 | 2–1 |
| Brann Bergen      | 1–1 | —   | 0–0 | 2–1 | 1–0 | 0–0 | 0–0 | 1–0 | 0–1 | 0–1 | 2–1 | 2–1 | 1–1 | 2–3 | 1–1 | 1–5 |
| Haugesund         | 1–1 | 1–1 | —   | 0–0 | 0–2 | 0–0 | 1–2 | 4–1 | 0–1 | 2–1 | 1–1 | 3–0 | 2–2 | 5–1 | 1–4 | 1–0 |
| Kristiansund      | 1–2 | 1–0 | 2–2 | —   | 5–2 | 4–0 | 3–2 | 1–1 | 0–0 | 2–2 | 4–0 | 0–1 | 1–2 | 1–0 | 2–0 | 4–2 |
| Lillestrøm        | 0–0 | 1–3 | 1–0 | 1–1 | —   | 3–2 | 0–2 | 0–3 | 2–1 | 1–1 | 0–0 | 1–3 | 2–1 | 4–0 | 0–0 | 0–2 |
| Mjøndalen         | 4–5 | 2–1 | 1–4 | 1–1 | 2–2 | —   | 1–3 | 2–0 | 3–1 | 1–2 | 0–0 | 1–0 | 1–1 | 1–1 | 1–0 | 1–1 |
| Molde             | 4–2 | 1–1 | 3–1 | 2–0 | 2–1 | 1–0 | —   | 2–2 | 2–0 | 3–0 | 2–1 | 3–0 | 4–0 | 3–0 | 4–1 | 5–1 |
| Odd               | 3–1 | 3–2 | 3–1 | 2–0 | 2–1 | 3–2 | 2–2 | —   | 1–0 | 1–1 | 3–0 | 2–1 | 2–1 | 2–1 | 1–1 | 1–0 |
| Ranheim           | 1–1 | 0–3 | 0–2 | 1–2 | 2–1 | 1–1 | 2–3 | 4–1 | —   | 2–3 | 0–2 | 0–2 | 1–0 | 1–2 | 1–5 | 5–2 |
| Rosenborg         | 3–2 | 0–0 | 0–2 | 1–0 | 3–1 | 3–2 | 3–1 | 1–1 | 3–2 | —   | 1–0 | 3–2 | 0–0 | 5–2 | 3–0 | 5–1 |
| Sarpsborg 08      | 1–1 | 1–1 | 1–1 | 0–1 | 1–0 | 1–1 | 1–1 | 2–0 | 1–3 | 1–1 | —   | 0–0 | 2–2 | 3–2 | 1–0 | 2–2 |
| Stabæk            | 2–0 | 0–1 | 1–1 | 2–0 | 1–1 | 4–2 | 1–2 | 0–0 | 0–0 | 3–1 | 3–3 | —   | 2–1 | 0–1 | 1–1 | 0–0 |
| Strømsgodset      | 1–3 | 6–0 | 3–2 | 2–3 | 1–1 | 2–3 | 0–4 | 2–3 | 1–0 | 3–3 | 2–1 | 0–2 | —   | 3–1 | 3–2 | 0–0 |
| Tromsø            | 1–2 | 1–2 | 2–2 | 5–0 | 1–1 | 2–2 | 2–1 | 1–2 | 4–2 | 1–0 | 2–0 | 1–1 | 0–1 | —   | 0–0 | 0–2 |
| Vålerenga         | 6–0 | 1–0 | 1–2 | 1–1 | 0–3 | 2–0 | 2–4 | 1–0 | 1–1 | 1–1 | 1–1 | 0–2 | 2–0 | 4–1 | —   | 0–4 |
| Viking            | 3–4 | 2–1 | 0–0 | 2–0 | 3–0 | 4–1 | 0–2 | 2–0 | 2–2 | 2–2 | 2–1 | 3–0 | 4–0 | 2–1 | 1–1 | —   |

## Estadísticas jugadores

### Goleadores
| Pos. | Jugador              | Club                      | Goles | Partidos | Promedio |
| ---- | -------------------- | ------------------------- | ----- | -------- | -------- |
| 1    | Torgeir Børven       | Odds BK                   | 21    | 30       | 0,70     |
| 2    | Leke James           | Molde FK                  | 17    | 28       | 0,60     |
| 3    | Ohi Omoijuanfo       | Molde FK                  | 15    | 27       | 0,56     |
| 4    | Håkon Evjen          | FK Bodø/Glimt             | 13    | 29       | 0,44     |
| 5    | Magnus Wolff Eikrem  | Molde FK                  | 11    | 25       | 0,44     |
| 6    | Amor Layouni         | FK Bodø/Glimt             | 10    | 21       | 0,48     |
| 6    | Amahl Pellegrino     | Strømsgodset/Kristiansund | 10    | 24       | 0,42     |
| 6    | Kristian Thorstvedt  | Viking Stavanger          | 10    | 26       | 0,38     |
| 9    | Tommy Høiland        | Viking Stavanger          | 9     | 22       | 0,40     |
| 9    | Lars-Jørgen Salvesen | Strømsgodset              | 9     | 25       | 0,36     |

### Máximos asistentes
| Pos. | Jugador               | Club             | Asistencias |
| ---- | --------------------- | ---------------- | ----------- |
| 1    | Eirik Hestad          | Molde FK         | 10          |
| 1    | Ylldren Ibrahimaj     | Viking Stavanger | 10          |
| 3    | Magnus Wolff Eikrem   | Molde FK         | 8           |
| 3    | Joackim Olsen Solberg | Mjøndalen IF     | 8           |
| 5    | Liridon Kalludra      | Kristiansund BK  | 7           |
| 5    | Philip Zinckernagel   | FK Bodø/Glimt    | 7           |
| 7    | Veton Berisha         | SK Brann Bergen  | 6           |
| 7    | Kristoffer Haugen     | Molde FK         | 6           |
| 7    | Vegar Eggen Hedenstad | Rosenborg BK     | 6           |
| 7    | Morten Gamst Pedersen | Tromsø IL        | 6           |
| 7    | Elbasan Rashani       | Odds BK          | 6           |
| 7    | Espen Ruud            | Odds BK          | 6           |